# 燃焼

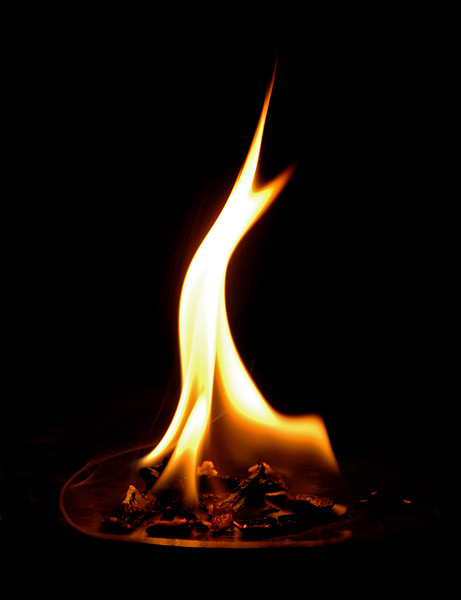
気体分子の燃焼による炎

燃焼（ねんしょう）とは、燃料（可燃物）と支燃物（典型例は空気中の酸素分子）との激しい酸化還元反応である。光や熱の発生を伴う。
燃焼に必要な支燃物は、空気中の燃焼であれば主に酸素分子がその役割を果たすが、適切な酸化剤と還元剤の組み合わせ（火薬類など）が存在する場合は、酸素分子の供給が無くても燃焼は起こる。
燃焼反応の開始には、熱エネルギーによる高温発生も必要とする。
燃料の酸化反応は通常は発熱反応として進行し、反応開始後は必要な熱エネルギーを継続的に得ることができる状態となる。
狭義には可燃物と酸素分子との反応のみを燃焼と定義する場合もあるが、この場合、上述の酸素分子の供給がなくとも進行する火薬の燃焼などは含まれないことになる。
より広義には、燃料の構成元素と酸素原子との化合以外に、酸素の代わりとして塩素やフッ素などと反応する酸化反応も含める場合もある。
また、生体内で起こる穏やかな酸化反応（ブドウ糖が酸化されて水と二酸化炭素になる反応など）に対して比喩的に燃焼という表現が使われる場合もあるが、定義的に区別されるものである。
火は燃焼現象（特に発光を伴う場合）を指す一般的な名称である。特に気体の燃焼現象は炎または火炎と呼ばれる。
燃焼には炎を有する有炎燃焼と有しない無炎燃焼（燻焼）がある。固体・液体物質がそのままで（気体へ変質せずに）燃焼すると無炎となる。線香の火やタバコの火は無炎燃焼の例である。木炭の燃焼も基本的に無炎燃焼だが、表面付近で生成された一酸化炭素が燃焼する際は炎を生じる。
爆燃や爆轟は爆発を伴う燃焼のことであり、反応速度が音速以下の場合が爆燃、反応速度が音速を超え衝撃波を伴う場合が爆轟と定義される。非常に大きなエネルギーを持つことから、土木工事や鉱業、兵器に利用され、また事故の原因ともなる。

## 燃焼の3要素

燃焼の3要素（酸素:Oxygen、可燃物:Fuel、熱:heat）。別名：火の三角形

燃焼に必要な要素として、次の3要素が挙げられる。したがって、いずれか1つを除去すれば、消火することができる。ただし、酸素については上述の通り可燃物そのものに含まれる場合は外部からの供給を必要としない。また、支燃性物質、酸化剤としては酸素に限らない場合もある。
1. 可燃性物質
2. 酸素
3. 発火点以上の温度

## 燃焼の３T
完全燃焼の要素として、次の3つの「T」が挙げられる。
1. 燃焼温度（Temperature）
2. 滞留時間（Time）
3. 空気との混合状態（Turbulance）

## 燃焼の種類

### 気体燃焼
- 拡散燃焼 - 燃料と酸化剤が別々に供給される燃焼。
- 予混合燃焼 - 燃料と酸化剤が予め混合される燃焼。

### 液体燃焼
- 蒸発燃焼 - 液面から燃料が蒸発して燃焼すること。
- 灯芯燃焼 - 芯を用いて燃料を吸い上げて燃焼する。

### 固体燃料
- 分解燃焼 - 物が加熱によって可燃性ガス、または酸素を発生し燃焼すること。
- 蒸発燃焼
- 表面燃焼
- イブリ燃焼 - 燻り燃焼。通気が悪い、酸素が薄いなどの原因があり、不完全燃焼する。酸素が供給されれば一気に燃え上がる(バックドラフト)。
- 触媒燃焼 - 白金（プラチナ）等を触媒とした燃焼。

## 燃焼機器
- バーナー - 気体・液体・粉体を空気などと混合して燃焼させる機器。
- 火格子燃焼 - 格子の上に固体の固定層を作り燃焼させる。
- ストーカー燃焼（移動火格子） - 固体を移動する火格子の上で燃焼させる。
- 流動床燃焼 -  空気などで流動させた高温のケイ砂などに固体を接触させ燃焼させる。

## 反応機構
燃焼の化学反応機構は100以上の素反応を経るためかなり複雑である。各素反応は、開始反応、連鎖分岐反応、置換反応、停止反応の4つに分類される。

### 水素ガスの場合
水素ガス（H2）の燃焼が最も単純なため（理由は、反応には水素と酸素の2種類の元素のみが関わるため）、まず水素の燃焼機構について記す。

開始反応
```
H
2
 + M →　H + H + M　（水素分子の
開裂
）
```

```
O
2
 + M → O + O + M　（酸素分子の開裂）
```

このうち、結合エネルギーから、水素分子の開裂のほうが起こりやすい。
連鎖分岐反応（ラジカルの数が増える反応で、開始反応以外のもの）
```
O
2
 + H → OH + O
```

```
H
2
 + O → OH + H
```

```
O
2
 + OH → HO
2
 + O
```

置換反応（ラジカルの個数は変わらず、種類が変わるもの）
```
H
2
 + OH → H
2
O + H
```

```
H
2
 + HO
2
 → H
2
O + OH
```

停止反応（ラジカルの数が減少するもの）
```
H + OH + M → H
2
O + M
```

```
H + H + M → H
2
 + M
```

```
O + O + M → O
2
 + M
```

高等学校までの化学の授業では、水素ガスが燃焼する反応は、単に
```
2H
2
 + O
2
 → 2H
2
O
```

と習うのであるが、これは反応前と反応後の物質収支を述べたに過ぎず、実際には上記のように複雑な過程を経て最終的には停止反応により反応が終息する。
また、燃焼がいったん開始すると継続して行われ、悪条件により暴走すると爆発（爆燃または爆轟）に至るのは、ラジカルが急速（等比級数的に）に増加する連鎖分岐反応を経るからである。

## 燃焼後の軽重
物質が燃焼すると、残った物質が軽くなる場合と重くなる場合とがある。

### 軽くなる場合
大気中に含まれる酸素と燃える物質とが結びついて気体となれば燃える物質の分だけ軽くなる。

#### 例
```
C + O
2
 → CO
2
```

```
H
2
 + O → H
2
O
```

### 重くなる場合
大気中に含まれる酸素と燃える物質とが結びついても固体のままであれば酸素の分だけ重くなる。

#### 例
```
Fe
2
 + O
3
 → Fe
2
0
3
```